# 3C 454.3
3C 454.3 — блазар (вид квазара, джет которого направлен в сторону Земли), расположенный вдали от плоскости Галактики. Является  одним из наиболее ярких источников гамма-излучения на небе  и объектом с наибольшей светимостью, когда-либо наблюдавшимся: абсолютная звёздная величина в максимуме блеска составляет -31.4 . Наиболее сильная вспышка данного блазара в гамма-диапазоне вдвое превзошла по яркости пульсар в Парусах, находящийся в Млечном Пути. Также блазар испытывает вспышки в оптическом и радиодиапазоне: в красных лучах блазар увеличивает яркость более чем в 2,5 раза, достигая видимой звездной величины 13,7.
3C 454.3 расположен в созвездии Пегаса рядом со звездой Альфа Пегаса. Периодически испытывает вспышки, наиболее мощная из которых произошла в июне 2014 года и обладала видимой звездной величиной 13,4.

## История исследований
В июле и августе 2007 года произошла сильная вспышка в гамма-диапазоне, спустя два года после рекордной вспышки в оптическом диапазоне. Совместные наблюдения проводились космическим телескопом Спитцер и рентгеновской обсерваторией Чандра, также данный блазар наблюдался аппаратами Swift, RXTE, AGILE.
Группа исследователей активных ядер галактики, работающая в рамках проекта GLAST, инициировала изучение блазара 3C 454.3 (2251+158) в различных диапазонах спектра в июле и августе 2007 года.